# Arendt Grape
Arendt Grape, född 21 september 1612 i Lübeck, död 20 december 1687, var grundare av Kengis bruk intill Kengisforsen i Torne älv utanför Pajala.
Arendt Grape kom till Sverige omkring 1629. 1639 blev han borgare i Stockholm. 1646 fick han rättigheterna till gruvdriften i Masugnsbyn. Han flyttade till Kengis där han lät uppföra en stångjärnshammare dit tackjärnet från masugnen i Masugnsbyn fraktades. År 1652 blev han kompanjon med de nederländska bröderna Momma, Abraham och Jakob. Bröderna Momma förvärvade två tredjedelar av bruket av Grape och senare även den återstående tredjedelen.
1655 grundlade Grape hemmanet Nautapuoti på holmen Nautapuodinsaari i Armassaari by, i dag tillhörande Övertorneå kommun i Finland. Holmen ligger i Torne älv i höjd med Hedenäset på svenska sidan. 1667–1682 var han kronobefallningsman i Torne och Kemi lappmarker.
Arendt Grape ingick äktenskap 1651 i Västerås med Clara Johansdotter (1625–1692). Hon var dotter till guldsmeden Johan Johansson, som var Västerås borgmästare, och Margareta, i sin tur dotter till Salomon Birgeri. Tillsammans fick de 14 barn. En stor del av dagens tornedalingar är ättlingar till Arendt Grape.
Astronomen Anders Hellant var dotterdotterson till Arendt Grape. Antti Keksi nämner Arendt Grape i sitt kväde om islossningen i Torne älv år 1677.

## Minnesmärken
- En minnessten över Arendt Grape är rest i Armassaari by söder om Övertorneå, Finland.
- Minnesmärke till Grapes ära vid gamla bruksgården i Masugnsbyn.
- Två gator, en i Kiruna och en i Pajala, är uppkallade efter Arendt Grape.